# Джефферсон (Орегон)
Джефферсон (англ. Jefferson) — город в округе Марион, штата Орегон (США). Статус города присвоен в 1870 году. Здесь ежегодно проводится фестивали «Mint Capital of the World» и «Frog Jumping Capital of Oregon».

## Демография
По состоянию на 2000 год в Джефферсоне насчитывалось 885 домов, в которых проживает 2487 человек. Плотность населения составляет 1315,4 чел. / км ².Как и во многих соседних городах здесь широко представлены латиноамериканцы — 20,67 % от общего населения. Около 2 процентов жителей составляют коренные жители.
Средний возраст составляет 30 лет. На каждые 100 женщин приходится 99 мужчин. Средний семейный доход составляет 42647 долларов. Доход на душу населения в городе составляет 15426 долларов. Доход ниже прожиточного минимума имеют 16,2 % человек от общего населения.